# 삼성 갤럭시 퀀텀 시리즈
삼성 갤럭시 퀀텀 시리즈는 삼성전자의 안드로이드 스마트폰 브랜드이다.

## 개요
삼성전자가 대한민국의 이동통신사인 SK텔레콤을 통해 출시한다. 삼성 갤럭시 퀀텀 시리즈의 스마트폰들은 다른 스마트폰과 달리 양자보안이 탑재되어 있으며 보급형 스마트폰 시리즈이다.

## 제품

### 1세대 라인업 (삼성 갤럭시 A 퀀텀)
갤럭시 A71 5G 라고도 불린다.